# Алту-Пикири
Алту-Пикири (порт. Alto Piquiri) — муниципалитет в Бразилии, входит в штат Парана. Составная часть мезорегиона Северо-запад штата Парана. Входит в экономико-статистический микрорегион Умуарама. Население составляет 9403 человека на 2006 год. Занимает площадь 447,722 км². Плотность населения — 21,0 чел./км².

## История
Город основан 15 ноября 1961 года.

## Статистика
- Валовой внутренний продукт на 2003 год составляет 75 374 296,00 реалов (данные: Бразильский институт географии и статистики).
- Валовой внутренний продукт на душу населения на 2003 год составляет 7517,88 реалов (данные: Бразильский институт географии и статистики).
- Индекс развития человеческого потенциала на 2000 год составляет 0,750 (данные: Программа развития ООН).

## География
Климат местности: субтропический.